# 沃倫山脈
78°28′S 158°16′E / 78.467°S 158.267°E
沃倫山脈（英語：Warren Range）是南極洲的山脈，位於奧次地，處於迴旋鏢山脈以西，全長28公里，由英聯邦探險隊發現，該山脈現時由南極條約體系管理。